# كريس كلارك (لاعب كرة قدم أمريكية)
كريس كلارك (بالإنجليزية: Chris Clark)‏ هو لاعب كرة قدم أمريكية أمريكي، ولد في 1 أكتوبر 1985 في نيو أورلينز في الولايات المتحدة.

## وصلات خارجية
- كريس كلارك على موقع مرجع كرة القدم المحترفة.كوم (الإنجليزية)